# U.S. Route 23
U.S. Route 23 (också kallad U.S. Highway 23 eller med förkortningen  US 23) är en amerikansk landsväg. Den går ifrån Jacksonville Florida i söder till Mackinaw City Michigan i norr och sträcker sig 2 472 km. US 23 är en av de få vägar som intakt går igenom de nord-centrala och mitt-atlantiska delstaterna, för tillfället.